# 大埔滘

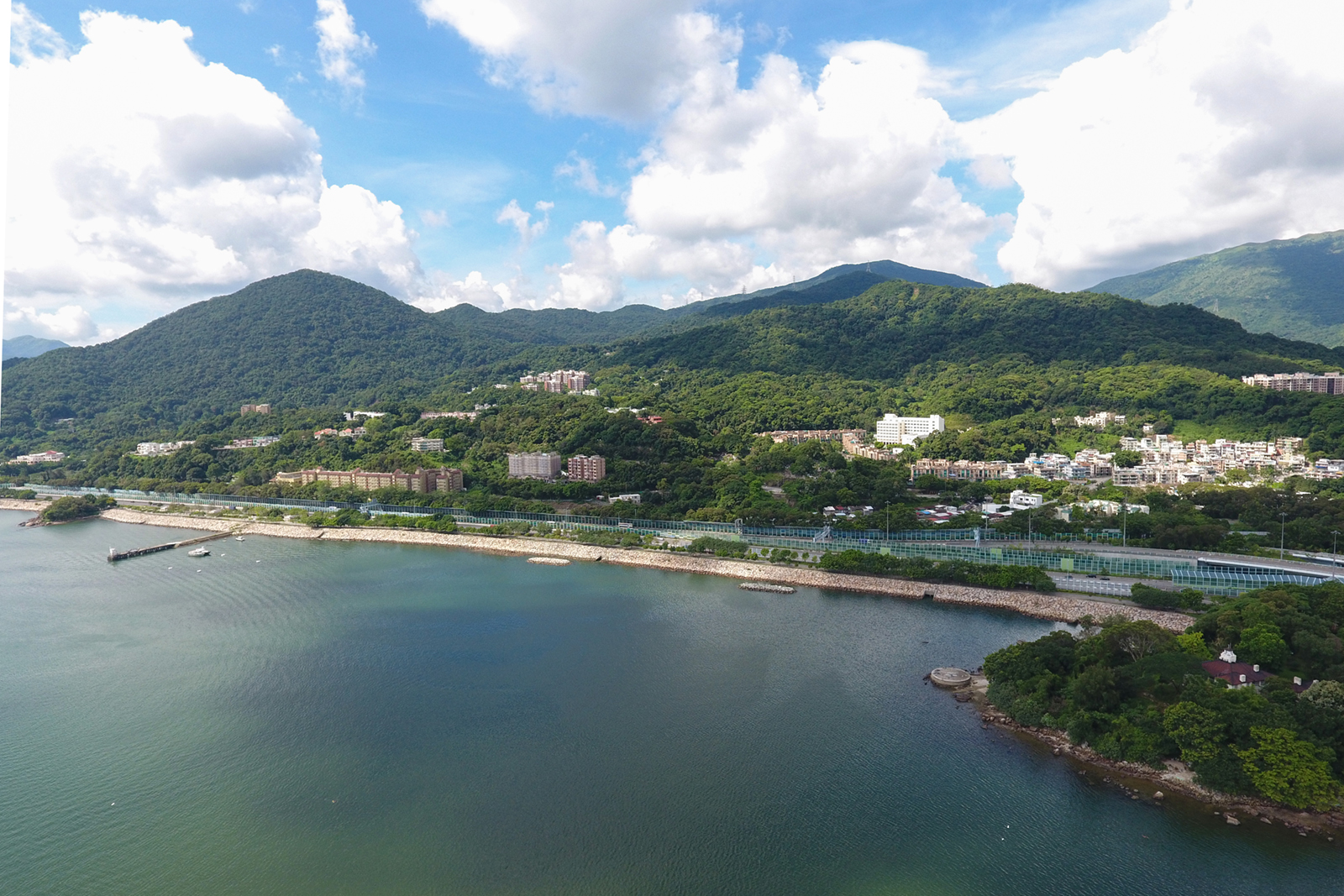
大埔滘

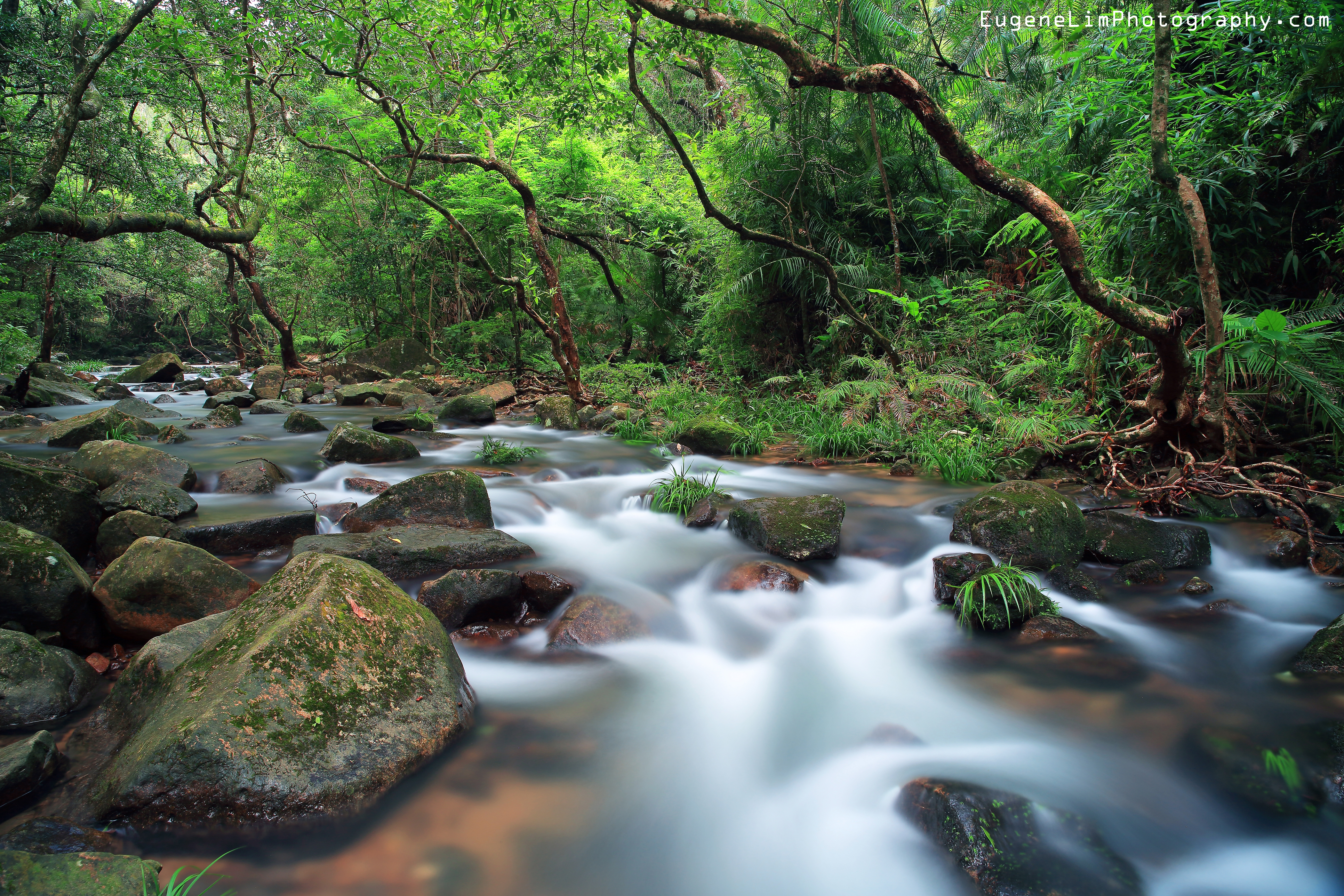
大埔滘自然護理區內的瀑布

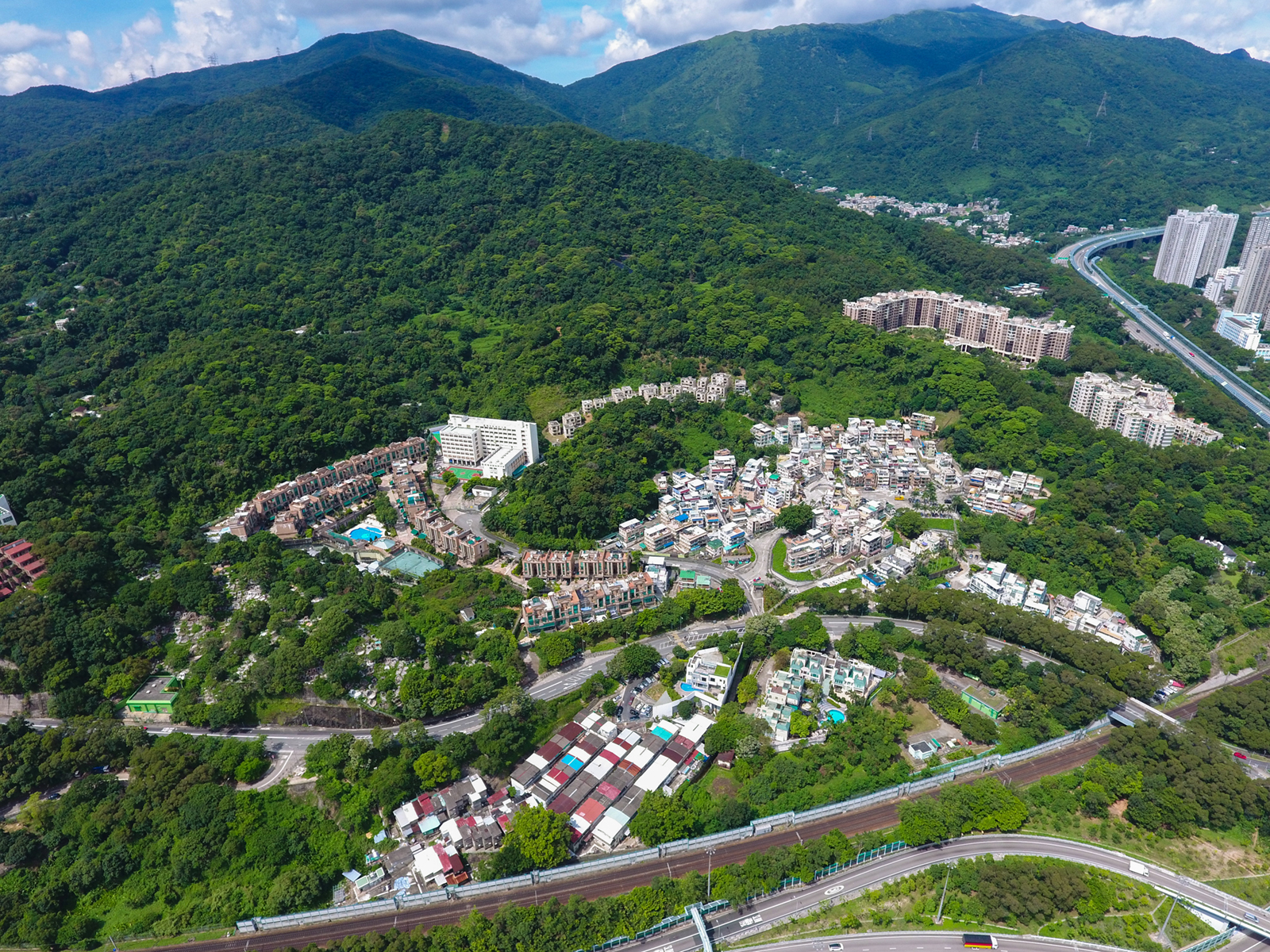
大埔滘的低密度住宅

大埔滘，位於香港新界大埔區南部，在馬料水以北，元洲仔以南一帶，是大埔區西貢北範圍以外最南的部分。

## 歷史
昔日大埔滘碼頭是轉乘街渡往塔門、吉澳、西貢半島及東平洲等偏遠地區的主要碼頭，九廣鐵路亦於此處設大埔滘站。隨著交通進步和馬料水碼頭的落成，大埔滘碼頭使用率大不如前，大埔滘站於1983年停用，原址改為港鐵員工會所──策誠軒。
1990年代中期，嘉里建設計劃於大埔滘發展大型住宅項目滌濤山（包括12座9層高寓所、50幢獨立洋房及28座複式別墅）。由於鄰近為一處潟湖及紅樹林濕地，是白鷺的棲息地，於是政府在地契規定發展商須興建及營運嘉里白鷺湖互動中心，以提倡並宣揚環保意識及知識。

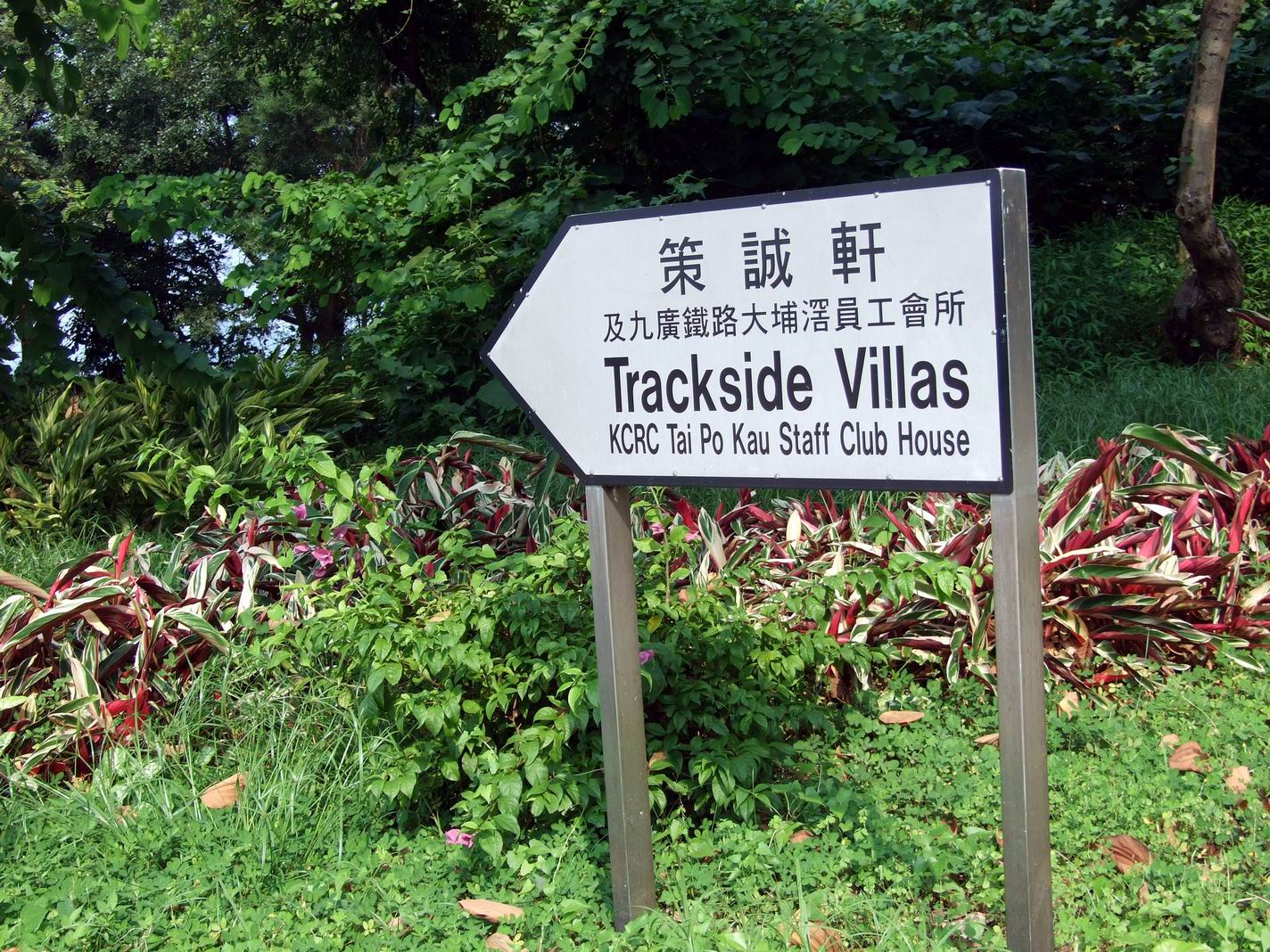
大埔滘九鐵員工會所指示牌

## 大埔滘自然護理區
漁農自然護理署管轄的大埔滘自然護理區，內有多條以不同顏色表示之山徑，以及大埔滘自然教育徑乙條，亦有野外研習園及大埔滘管理站。大埔滘自然護理區西南邊連接城門郊野公園與及大帽山郊野公園，因此區內間中有猴子出沒，以及到達大埔公路大埔滘段覓食，遊客要份外留意，以防受襲。

## 大埔滘公園
大埔滘公園──位於大埔滘自然護理區松仔園停車場出入口斜對面，大埔滘新圍以南山上。公園內設有兒童遊樂場、羅馬式花園雕塑小型噴水池、停車場、休憩亭。
大埔滘公園於1995年接受當時英皇御准香港賽馬會基金財力支持進行重修，成為公營機構與私營公司（政府架構與牟利組織）之間合作成功例子，可減輕區域市政局之支出。

## 交通
- 吐露港公路
- 大埔公路－大埔滘段

## 區議會議席分佈
為方便比較，以下列表主要以大埔公路大埔滘段沿線為範圍。而吐露港公路以東的新填海地則被視為白石角。
| 年度/範圍            | 2000-2003  | 2004-2007  | 2008-2011  | 2012-2015  | 2016-2019  | 2020-2023  |
| -------------------- | ---------- | ---------- | ---------- | ---------- | ---------- | ---------- |
| 大埔公路大埔滘段沿線 | 大埔滘選區 | 大埔滘選區 | 大埔滘選區 | 大埔滘選區 | 大埔滘選區 | 大埔滘選區 |

註：以上主要範圍尚有其他細微調整（包括編號），請參閱有關區議會選舉選區分界地圖及條目。